# گورو (ایتالیا)
گورو (به ایتالیایی: Goro) یک کومونه در ایتالیا است که در استان فرارا واقع شده‌است.

## خصوصیات
گورو ۳۱٫۴ کیلومترمربع مساحت و ۳٬۹۴۵ نفر جمعیت دارد و ۱ متر بالاتر از سطح دریا واقع شده‌است.